# Katarina (Schiff)
Die Katarina ist ein finnisches Schulschiff der Seefahrtschule in Kotka.

## Geschichte
Das Schiff wurde unter der Baunummer 130 auf der Werft Valmet Helsingin Telakka in Helsinki-Katajanokka für das National Board of Navigation Finnlands gebaut. Es kam 1953 als Aranda in Fahrt und wurde insbesondere im Winterhalbjahr vom Merentutkimuslaitos (Finnish Institute of Marine Research, FIMR) für die Versorgung der Inseln im Schärenmeer eingesetzt. Im Sommerhalbjahr wurde es als Forschungsschiff genutzt. Es ersetzte das Vorgängerschiff gleichen Namens, das nach dem Zweiten Weltkrieg als Reparationsleistung an die Sowjetunion ging.
1989 wurde es von einem gleichnamigen Nachfolgebau ersetzt. Das Schiff wurde in Katarina umbenannt und wird von der Seefahrtschule in Kotka als Schulschiff eingesetzt.

## Technische Daten
Der Antrieb des Schiffes erfolgte zunächst durch Dieselmotoren, die jeweils einen Propeller im Bug- und im Heckbereich antrieben. 1983 wurde das Schiff mit einem dieselelektrischen Antrieb ausgerüstet. Die Antriebsmotoren wurden durch Elektromotoren ersetzt; ein Elektromotor mit 630 kW Leistung für den vorderen und ein Elektromotor mit 855 kW Leistung für den hinteren Propeller. Die Stromerzeugung erfolgte durch Generatoren, die von einem Achtzylinder-Dieselmotor von Wärtsilä (Typ: 8R22HF) mit 1.180 kW Leistung und einem Vierzylinder-Dieselmotor von Wärtsilä (Typ: 4R22HF) mit 855 kW Leistung angetrieben wurden.
Das Schiff diente mit dem neuen Antrieb als Testplattform. Ein dieselelektrischer Antrieb kam später auch in dem in den 1980er-Jahren gebauten Eisbrecher Otso zum Einsatz.
Das Schiff ist im Bug und Heck jeweils mit einer Querstrahlsteueranlage mit 215 kW Leistung ausgerüstet. Der Rumpf des Schiffes ist eisverstärkt (Eisklasse 1A).